# بیست و هشتمین دوره جشنواره بین‌المللی فیلم فجر
بیست و هشتمین جشنواره بین‌المللی فیلم فجر از ۵ تا ۱۵ بهمن ۱۳۸۸ برگزار شد. افتتاحیه جشنواره در روز شنبه ۳ بهمن در برج میلاد تهران برگزار شد.اعضای هیئت داوران بخش مسابقه سینمای ایران ابوالقاسم طالبی، فاطمه گودرزی، مسعود جعفری جوزانی، اسفندیار شهیدی، ابراهیم فیاض، محسن علی‌اکبری و سید ناصر هاشم‌زاده معرفی شده بودند.

## برندگان و نامزدها

### سیمرغ بلورین
در ۱۳ بهمن ۱۳۸۸ اسامی نامزدهای بخش سودای سیمرغو در ۱۵ بهمن برنده‌های سیمرغ بلورین به شرح زیر اعلام شد:
| بهترین فیلم | بهترین کارگردانی |
| --- | --- |
| - به رنگ ارغوان – سیدجمال ساداتیان - هفت دقیقه تا پاییز – سیدجمال ساداتیان - چهل سالگی – علیرضا رئیسیان - شب واقعه – سیداحمد میرعلایی و مؤسسه فرهنگی هنری شاهد - طلا و مس – منوچهر محمدی - ملک سلیمان – مجتبی فراورده | - ابراهیم حاتمی‌کیا – به رنگ ارغوان - علیرضا رئیسیان – چهل سالگی - شهرام اسدی – شب واقعه - همایون اسعدیان – طلا و مس - شهریار بحرانی – ملک سلیمان - علیرضا امینی – هفت دقیقه تا پاییز |
| بهترین بازیگر نقش اول مرد | بهترین بازیگر نقش اول زن |
| - محسن تنابنده – سنگ اول و هفت دقیقه تا پاییز (سیمرغ بلورین) - هدایت هاشمی – لطفاً مزاحم نشوید (دیپلم افتخار) - محمدرضا فروتن – چهل سالگی - امین حیایی – بیداری رؤیاها - حمید فرخ‌نژاد – شب واقعه                       | - نگار جواهریان – طلا و مس (سیمرغ بلورین) - مریلا زارعی – کیفر (دیپلم افتخار) - لیلا حاتمی – چهل سالگی - هدیه تهرانی – هفت دقیقه تا پاییز - لادن مستوفی – تسویه حساب                 |
| بهترین بازیگر نقش مکمل مرد | بهترین بازیگر نقش مکمل زن |
| - مهدی فقیه – ملک سلیمان - حامد بهداد – هفت دقیقه تا پاییز - کوروش تهامی – به رنگ ارغوان - امیر جعفری – کیفر - جمشید هاشم‌پور – کیفر                                                                                   | - شیرین یزدان‌بخش – لطفاً مزاحم نشوید - مهناز افشار – تسویه حساب - آناهیتا نعمتی – آل - سلیمه رنگزن – عصر روز دهم - آزیتا حاجیان – کیمیا و خاک                                         |
| بهترین فیلمنامه | بهترین موسیقی متن |
| - همایون شهنواز و شهرام اسدی – شب واقعه - ابراهیم حاتمی‌کیا – به رنگ ارغوان - مصطفی رستگاری – چهل سالگی - حامد محمدی – طلا و مس - احمد کاوری و داود امیریان – نفوذی                                                    | - بهزاد عبدی – آل - چان کونگ-وینگ – ملک سلیمان - ستار اورکی – آناهیتا - حامد ثابت – پرسه در مه - آریا عظیمی‌نژاد – طلا و مس                                                           |
| بهترین صداگذاری | بهترین صدابرداری |
| - علیرضا علویان – آناهیتا - کینسون چانگ – ملک سلیمان - حسین ابوالصدق – آل - علیرضا علویان – بیداری رؤیاها - امیرحسین قاسمی – شب واقعه                                                                                 | - وحید مقدسی – بیداری رؤیاها - فرخ فدایی – آل - محمود خرسند – آناهیتا - یدالله نجفی – شب واقعه                                                                                       |
| بهترین طراحی صحنه و لباس | بهترین فیلم‌برداری |
| - عباس بلوندی – شب واقعه - بابک پناهی – شکارچی شنبه - حسن هدایت – ناسپاس - حمید قدیریان – ملک سلیمان - فرامرز بادرامپور – نفوذی - محمد صالح‌افزون – هفت دقیقه تا پاییز                                                 | - حسن کریمی – به رنگ ارغوان - فرشاد محمدی – آل - علیرضا زرین‌دست – تسویه حساب - امیر کریمی – شب واقعه - حمید خضوعی ابیانه – ملک سلیمان                                                |
| بهترین چهره‌پردازی | بزرگداشت‌ها |
| - سعید ملکان – ملک سلیمان - عبدالله اسکندری – به رنگ ارغوان - مهرداد میرکیانی – طلا و مس - محسن بابایی – ناسپاس - بابک شعاعی – نفوذی                                                                                  | - داریوش ارجمند - اسحاق خانزادی - محمدتقی پاک‌سیما - رضا برجی - امیر قویدل |
| بهترین تدوین | بهترین جلوه‌های ویژه میدانی |
| - حسین غضنفری – شب واقعه - بهرام دهقانی – طلا و مس و سنگ اول - سپیده عبدالوهاب – لطفاً مزاحم نشوید - هایده صفی‌یاری – هفت دقیقه تا پاییز                                                                                | - محسن روزبهانی – شب واقعه - جواد شریفی‌راد – شکارچی شنبه - جواد شریفی‌راد – عصر روز دهم - هدیش بیگدلی شاملو – ناسپاس                                                                  |
| جایزه ویژه هیئت داوران | بهترین فیلمنامه اقتباسی |
| - علیرضا رئیسیان – چهل سالگی (سیمرغ بلورین) - همایون اسعدیان – طلا و مس (سیمرغ بلورین) - علیرضا امینی – هفت دقیقه تا پاییز (دیپلم افتخار)                                                                             | - مصطفی رستگاری – چهل سالگی |
| بهترین جلوه‌های ویژه بصری | بهترین فیلم از نگاه ملی |
| - هدیش بیگدلی شاملو – هفت دقیقه تا پاییز - لئو لو – ملک سلیمان - حسن ایزدی – شب واقعه - بهنام خاکسار – عصر روز دهم - هدیش بیگدلی شاملو – ناسپاس                                                                       | - عصر روز دهم – منوچهر محمدی (سیمرغ زرین) - ملک سلیمان – مجتبی فراورده (پلاک طلایی)                                                                                                  |
| بهترین فیلم از نگاه تماشاگران | |
| - به رنگ ارغوان – ابراهیم حاتمی‌کیا و سیدجمال ساداتیان | |

### جوایز و نامزدی‌ها
| نامزدی‌ها | فیلم               |
| -------- | ------------------ |
| ۱۱       | شب واقعه           |
| ۹        | ملک سلیمان         |
| ۸        | هفت دقیقه تا پاییز |
| ۷        | طلا و مس           |
| ۶        | به رنگ ارغوان      |
| ۵        | چهل سالگی          |
| ۵        | آل                 |
| ۴        | ناسپاس             |
| ۳        | لطفا مزاحم نشوید   |
| ۳        | بیداری رؤیاها      |
| ۳        | کیفر               |
| ۳        | تسویه حساب         |
| ۳        | عصر روز دهم        |
| ۳        | نفوذی              |
| ۳        | آناهیتا            |
| ۲        | سنگ اول            |
| ۲        | شکارچی شنبه        |
| ۱        | کیمیا و خاک        |
| ۱        | پرسه در مه         |

| تعداد جوایز | نام فیلم           |
| ----------- | ------------------ |
| ۶           | ملک سلیمان         |
| ۴           | به رنگ ارغوان      |
| ۴           | شب واقعه           |
| ۲           | هفت دقیقه تا پاییز |
| ۲           | طلا و مس           |
| ۲           | چهل سالگی          |
| ۱           | سنگ اول            |
| ۱           | لطفا مزاحم نشوید   |
| ۱           | آل                 |
| ۱           | آناهیتا            |
| ۱           | بیداری رؤیاها      |
| ۱           | عصر روز دهم        |

بخش بین‌الملل (جشنواره جهانی)
- جایزه راه انبیاء: فیلم طلا و مس (همایون اسعدیان)
- جایزه بیرق طلایی: فیلم ملک سلیمان (شهریار بحرانی)
- سیمرغ بلورین بهترین فیلمنامه در بخش جام‌جهان‌نما: ابراهیم حاتمی کیا برای فیلم به رنگ ارغوان

## داوری
پیش از برگزاری جشنواره دبیر جشنواره اعلام کرد که اسامی هیئت داوران بخش مسابقه ایران تا برگزاری اختتامیه اعلام نخواهد شد. کیومرث پوراحمد کارگردان ایرانی و با سابقه داوری در جشنواره در واکنش به این خبر اعلام کرد که از شنیدن این خبر حیرت کرده‌است چون بخشی از تشخص فستیوال‌ها به اعضای هیئت داورانشان بستگی دارد او این اقدام را درتاریخ جشنواره‌ها بی‌سابقه دانست.عباس کیارستمی، فرهاد توحیدی، مینو فرشچی، فاطمه گودرزی، عزت‌الله انتظامی و اصغر فرهادی از پذیرش داوری فیلم در این جشنواره خودداری کردند. با وجود خبر اعلام اسامی هیئت داوران در پایان جشنواره در روز ۷ بهمن اسامی داوران اعلام شد که نام فاطمه گودرزی در بین آنان قرار داشت فاطمه گودرزی اعلام کرد که به دلایل گرفتاری‌های شخصی نمی‌تواند داوری را بر عهده گیرد ولی دبیر جشنواره اعلام کرد قصد تغییر لیست داوران را ندارد.

## تحریم
از پیش از آغاز جشنواره فیلم فجر زمزمه تحریم این جشنواره در اعتراض به حوادث پس از انتخابات از گوشه و کنار به گوش می‌رسید.
جمعی از سینماگران ایران در بیانی‌های از سینماگران خارجی درخواست کردند تا به نشانه اعتراض به سرکوب مردم به دست دولت ایران جشنواره فجر را تحریم کنند. کن لوچ کارگردان بریتانیایی، تئو آنجلوپولوس کارگردان یونانی و ایلیا سلیمان فیلمساز فلسطینی این جشنواره را تحریم کردند. به نوشته روزنامه ایندیپندنت، دلیل انصراف کن لوچ اعتراض او «به سرکوب نیروهای دولت از طریق شکنجه، تجاوز در زندان، کشتار بی‌شمار و نمایش تلویزیونی دادگاه‌های اصلاح‌طلبان به سبک استالینی» بوده‌است. همچنین رخشان بنی اعتماد نیز در نامه‌ای که در اختیار رسانه‌ها قرار داد نسبت به حضور بی اجازه فیلم مستندش با عنوان «حیاط خلوت خانه خورشید» در جشنواره فیلم فجر اعتراض کرد و گفت موافق حضور فیلمش در این جشنواره نیست.

## تعداد فیلم‌ها
۸۱ فیلم فرم شرکت در جشنواره را تکمیل کردند از این میان ۶۹ فیلم به دبیرخانه فرستاده شدند تا مورد بازبینی قرار بگیرند.

## شرکت دادن فیلم‌های توقیفی
در آستانه برگزاری این دوره از جشنواره، از چند فیلم به منظور شرکت در جشنواره رفع توقیف شد. بسیاری از منتقدان شرکت دادن چند فیلم توقیفی سال‌های گذشته به‌ویژه فیلم «به رنگ ارغوان» را یکی از تلاش‌های دبیرخانه جشنواره و معاونت سینمایی ارشاد دولت نهم، برای رونق دادن به جشنواره فجر بیست و هشتم دانستند. اما علیرضا سجادپور مدیر اداره کل نظارت و ارزشیابی ارشاد، این موضوع را تکذیب کرد و جواد شمقدری معاون سینمایی وزارت فرهنگ و ارشاد اسلامی رفع توقیف این فیلم را نشانه بالا بردن آستانه تحمل دولت در نمایش این نوع آثار دانست. در حالی که برخی از کارشناسان سینما با اشاره به آیین‌نامه جشنواره، شرکت فیلم‌هایی که ظرف یک سال گذشته ساخته نشده‌اند در جشنواره را غیرقانونی می‌دانند. برخی از منتقدان سینمایی مانند اکبر نبوی نیز نسبت به استفاده تبلیغاتی دبیرخانه جشنواره از نمایش فیلم‌های توقیفی در جشنواره انتقاد کردند.

## در حاشیه مراسم
با اهدای جایزه‌ای به همسر نادر ابراهیمی از این نویسنده و فیلمساز کشور تقدیر شد.
- باوجود آن‌که امسال حمید فرخ‌نژاد نتوانست جایزه بخش بازیگری را به خود اختصاص دهد، اما حاضران در جلسه به‌شدت وی را تشویق کردند. محسن تنابنده هنگام دریافت جایزه بهترین بازیگری مرد، یادی از فرخ‌نژاد کرد که با تشویق حاضران روبه‌رو شد.
- ابراهیم حاتمی‌کیا هنگام دریافت جایزه‌اش گفت: این فیلم ساخته شد تا جاودانه بماند. من خوشحال و ممنونم از عزیزانی که باعث این اتفاق شدند. چیزی که باید بگویم این است که: «به امثال ما اعتماد کنید.»
.

### اشتباه در اهداء سیمرغ بهترین صدابردار
در مراسم اختتامیه جشنواره فیلم فجر و هنگام اهداء جایزه بهترین صدابردار در اتفاقی کم‌نظیر علی معلم مجری اهداء جایزه به جای اعلام نام صدابردار برگزیده داوران که سیدعلیرضا علویان، صداگذار فیلم «آناهیتا» بوده‌است؛ نام یکی دیگر از کاندیداها، حسین ابوالصدق صداگذار فیلم «آل» را اعلام کرد. این اقدام علی معلم که خود از تهیه‌کنندگان فیلم «آل» است باعث شگفتی داوران جشنواره فیلم فجر شد.

## نشست‌های مطبوعاتی
نشست‌های مطبوعاتی فیلم‌های «طلا و مس»، «یک گزارش واقعی»، به رنگ ارغوان و «طهران، تهران» در این جشنواره برگزار نشد. همچنین در این دوره از جشنواره فجر نشست‌های نقد و بررسی «فیلم‌های اول و دوم» برگزار نشد که براساس گزارش خبرگزاری مهر این اقدام باعث دلخوری فیلمسازان جوان شد. نشست مطبوعاتی فیلم «زم هریر» با اعتراض شدید اهالی رسانه همراه بود و اعتراض‌های منتقدان نسبت به فیلم به درگیری انجامید.

## تماشاگران
خبرگزاری مهر در گزارشی دربارهٔ این جشنواره اعلام کرد که در اغلب سال‌ها دیده شده که تعداد زیادی از مخاطبان جشنواره فیلم فجر برای دیدن آثار کارگردانان مورد علاقه خود ساعت‌ها در صف طولانی می‌ایستند تا به دیدن فیلم بروند اما امسال زیاد خبری از این صف‌های طولانی نیست.

## اختتامیه بخش بین‌الملل
اختتامیه بخش بین‌الملل در شب ۱۲ بهمن با مجری‌گری «سودابه آقاجانیان» به مدت دوساعت برگزار و ۱۳ سیمرغ بلورین به منتخبان اهداء شد. مراسم با تأخیر یک ساعته برگزار شد و براساس گزارش خبرگزاری ایسنا ناآشنایی مجری برنامه با زبان انگلیسی مشکلاتی را در طول برنامه به وجود آورد.

## مراسم اهدای جوایز برگزیدگان بخش داخلی
مراسم اهدای جوایز برگزیدگان بخش داخلی در روز چهارشنبه ۱۴ بهمن ۱۳۸۸ با اجرای «علی معلم» برگزار شد. درابتدا فیلم‌های «شب واقعه» و «ملک سلیمان» و «هفت دقیقه تا پاییز» در بیشترین رشته‌ها برای دریافت سیمرغ کاندیدا بودند ولی فیلم «شب واقعه» که تهیه کنندگی آن بر عهده مدیر عامل بنیاد سینمایی فارابی بود در آخرین ساعت‌های کار هیئت داوران از نامزدی در بخش‌های «سیمرغ بهترین فیلم» و «سیمرغ زرین بهترین فیلم از نگاه ملی» انصراف داد. این مراسم بدون حضور خبرنگاران برگزار شد و درگیری‌هایی بین مسئولان حراست برج میلاد و خبرنگاران به وجود آمد. خبرنگاران با برخورد مأموران به لابی محل برگزاری مراسم هدایت شدند تا از پرده‌های نمایش مدار بسته مراسم را گزارش کنند. پس از این رخداد دبیر جشنواره با حضور در جمع خبرنگاران گفت: از بی‌نظمی ایجاد شده عذر می‌خواهم ولی کاری نمی‌توانم بکنم. سایت جشنواره یک روز پس از برگزاری این مراسم برندگان سه رشته این جشنواره را دوباره اعلام کرد که برندگان آن با نتایج اعلام شده توسط مجری برنامه تفاوت داشت مسعود جعفری جوزانی به علت سفر به آمریکا و اسفندیار شهیدی به دلیل مشغله کاری در مراسم در میان هیئت داوران قرار نگرفتند.

## پویانمایی
سیمرغ بلورین بخش مسابقه
- انیمیشن شهر خاموش ساخته امیر مهران
  - دیپلم افتخار به انیمیشن نوازنده ساخته کیانوش عابدی

## چشم واقعیت
سیمرغ بلورین بهترین مستند
- بهترین مستند بلند: به فیما امامی و رضا دریانوش کارگردانان فیلم جای خالی آقا یا خانم «ب»
- بهترین مستند کوتاه و نیمه بلند: به رضا فرهمند کارگردان فیلم اتاق صعود
  - دیپلم افتخار به فتح الله امیری کارگردان فیلم زندگی در کسوف
  - دیپلم افتخار به سیدحامد نوبری کارگردان فیلم فقط کمی نور

## آثار ویدئویی
آثار ویدئویی بلند:
- دیپلم افتخار به احسان عبدی‌پور کارگردان فیلم افسانه ۹۸
- دیپلم افتخار به امین فرج‌پور نویسنده فیلم‌نامه دویدن در میان ابرها

## آثار ویدئویی کوتاه
- سیمرغ بلورین به فرشید اخلاقی‌پور کارگردان فیلم تالار عروسی بوف کور
  - دیپلم افتخار به طوفان نهان‌قدرتی کارگردان فیلم ترانه‌ای برای لوبا

## فیلم‌های اول و دوم
- سیمرغ بلورین: به بهرام توکلی کارگردان فیلم پرسه در مه
- سیمرغ بلورین بهترین فیلم اول و دوم: به فیلم نفوذی به تهیه‌کنندگی جمال شورجه و حسن علیمردانی
- دیپلم افتخار بهترین نویسنده: به جلیل سامان برای فیلم زندگی - احمد کاوری و داود امیریان برای فیلم نفوذی
- دیپلم افتخار بهترین فیلمبرداری: به تورج اصلانی برای فیلم‌های زمزمه با باد و بدرود بغداد
- دیپلم افتخار بازیگر نقش اول: به رضا خدادبیگی برای فیلم زندگی
- دیپلم افتخار بهترین کارگردانی: به احمد کاوری و مهدی فیوضی برای فیلم نفوذی
- جایزه ویژه هیئت داوران به فیلم زندگی به تهیه‌کنندگی همایون‌رضا عطاردی